# بیت عنان
بیت عنان (عربی: بيت عنان) منطقه مسکونی در قدس فلسطین است.